# Clarisse Baruch
Clarisse Baruch (geboren 1958) ist eine französische Hochschullehrerin, Psychoanalytikerin und Präsidentin der Société Psychanalytique de Paris (SPP).

## Berufsweg
Clarisse Baruch schloss 1982 ihr Studium mit dem Diplom (DESS) in klinischer Psychologie und in Psychopathologie an der Universität Paris V ab. An derselben Universität wurde sie mit einer Arbeit in experimenteller Psychologie 1987 promoviert. Am UFR-Institut für Psychologie arbeitete Baruch von 1988 bis 2003 als außerordentliche Professorin. Im Jahr 2001 erfolgte die Habilitation. Im Jahr 2003 wechselte sie als Professorin für klinische Psychologie und Psychopathologie an die Universität Reims. Im Jahr 2006 ging Baruch an die Universität Paris-Nanterre und das Laboratoire des Atteintes, Somatiques et Identitaires (LASI), wo sie im September 2008 emeritiert wurde.
Daneben arbeitete Baruch als Psychoanalytikerin seit 1994 mit eigener Praxis und seit 1996 beim Zentrum für Psychotherapie und Psychoanalyse E. und J.  Kestemberg.
Baruch ist seit 2003 Mitglied der Psychoanalytischen Gesellschaft von Paris (SPP). Im Jahr 2007 wurde sie Schatzmeisterin und Mitglied des Verwaltungsrates. Seit 2009 ist sie Redaktionsmitglied der Zeitschrift Revue Psychanalyse et Psychose, nachdem sie dort seit 2006 bei der Revue des revues mitgearbeitet hatte. Seit 2019 ist sie Präsidentin der SPP.

## Forschung
Baruch Schwerpunkte lagen bei psychoanalytischer und theoretisch-klinischer Forschung. Dazu gehörten die Erforschung des psychoanalytischen Ansatzes zur Psychose, Fragestellungen zur Identität, aufbauend auf den Arbeiten von Michel de M’Uzan (1921–2018); Stimme, Rhythmus und Musik in der Psychoanalyse; das Männliche bei beiden Geschlechtern; Bewertung der Psychoanalyse und psychoanalytische Perspektiven der Fettleibigkeit.

## Schriften (Auswahl)
- mit Françoise Askevis-Leherpeux, Annick Cartron: Précis de psychologie. 1998.
- Nouveaux développements en psychanalyse. Autour de la pensée de Michel de M’Uzan. EDK, Sèvres 2011.
- mit Georges Fischman, Frédéric Advenier: L’évaluation des psychothérapies et de la psychanalyse. 2011.
- mit Françoise Askevis-Leherpeux, Annick Cartron: La psychologie. 2016.